# Turbe princa Mustafe
Turbe princa Mustafe je mauzolej najstarijeg sina Sulejmana Veličanstvenog, Mustafe (1515 - 1553). Podigao ga je Mustafin polubrat Selim 1555. godine, 2 godine nakon Mustafinog ubistva.
Mauzolej se nalazi u Bursi i sagrađen je u tradicionalno orijentalnom stilu, a ukrašen sjajno plavim pločicama. Nalazi se u sklopu kompleksa Muradije.

## Istorijat
Sultan Murat II bio je poslednji osmanski sultan koji je vladao u Bursi, prvoj osmanskoj prestonici, pre osvajanja Konstantinopolja 1453. godine. U kompleksu se nalazi dvanaest grobnica (turbe), koje pripadaju rođacima ovog sultana. Izgradnja kompleksa počela je nakon završetka Zelene džamije Mehmeda I, koja se nalazi u istočnom delu Burse. Veliki zemljotres 1855. godine oštetio je veliki deo Muradije (Muratov kompleks), te je izvršena restauracija čitavog kompleksa.
Veliki kompleks sastoji se od Muratove džamije, Muratove medrese, Muratovog hamama, Muratove bolnice, fontane, epitafa, kao i grobnice Sultana Murata II, princa Ahmeda, sultana Džema, princa Mahmuda, princa Mustafe, sultanije Mahidevran, sultanije Gulšah, i grobova Ebe Hatun, Hume Hatun, sultanije Sitišah, Sarajlilara i Širin Hatun.
Džamija je prvi projekat u kompleksu, završen 1426. godine. Džamija je izgrađena u jednostavnom inverznom obliku slova T sa kupolastim tremom ispred, izgrađena od cigle i sa četiri glavne kupole. Šestougaone pločice u tirkiznoj i tamno plavoj boji ukrašavaju unutrašnjost. Postoje dva minareta, stari i novi koji je stradao usled zemljotresa u 19. veku i obnovljen je 1904. godine. Požar je oštetio džamiju početkom 18. veka, pa je tako i mihrab obnovljen, u rokoko stilu.
Medresa se nalazi zapadno od džamije. Sastoji se od centralnog dvorišta okruženog studentskim prostorijama i učionicom na začelju, pokrivenom kupolom. Spoljni zidovi su od cigle i kamena. I dok medresa nema sačuvane građevinske natpise zbog brojnih restauracija, natpis na džamiji kaže da je i medresu izgradio Murat II, 1426. godine.
Pojavljuju se oprečni izvori oko datuma izgradnje turbeta, varirajući od 1427. do 1451. godine. Zgrada je građena od opeke i kamena, u kvadratnom planu sa kupolom koja je otvorena na vrhu. Velika impresivna drvena nadstrešnica iznad ulaza je izrezana u reljef i ukrašena zvezdanim obrascima.
Mauzolej je doskora bio u zapuštenom stanju, a sada je obnovljen.

## Literatura
- Baykal, Kazim. Bursa ve Anitlari. Türkiye Anit Çevre Turizm Degerlerini Koruma Vakfi: 1982, Istanbul. (Edited reprint of original from 1950) .
- Goodwin, Godfrey. A History of Ottoman Architecture. Thames and Hudson: London, 1997 (reprint of 1971).
- Kuran, Aptullah. The mosque in early Ottoman architecture. University of Chicago Press: Chicago, 1968.
- Gabriel, Albert. Une Capitale Turque, Brousse, Bursa. Paris, E. de Boccard, 1958.